# Ajay Mitchell
Ajay Mitchell (Akron, 25 de junho de 2002) é um jogador belga-americano de basquete profissional que atualmente joga no Oklahoma City Thunder da National Basketball Association (NBA) e no Oklahoma City Blue da G-League.
Ele jogou basquete universitário pela Universidade da Califórnia em Santa Bárbara e foi selecionado pelo New York Knicks como a 38º escolha geral no draft da NBA de 2024. Mitchell joga pela Seleção Belga desde 2021.

## Início da vida e carreira
Mitchell cresceu em Akron, Ohio. Aos 17 anos, ele se mudou para a França por um período de alguns meses, onde jogou treze partidas no time sub-18 do Nanterre 92, junto com Victor Wembanyama. Ele começou a jogar pelo time juvenil do Limburg United em 2019 e fez duas aparições com o time sênior na Liga Belga durante a temporada de 2019-20.
Mitchell jogou apenas com o time sênior durante a temporada de 2020-21, mantendo seu status de amador. Após a temporada, ele se comprometeu a jogar basquete universitário pela Universidade da Califórnia em Santa Bárbara.

## Carreira universitária
Mitchell jogou em 27 jogos durante sua temporada de calouro e foi nomeado Calouro do Ano da Big West Conference após ter médias de 11,6 pontos, 3,7 assistências e 2,2 rebotes. Em sua segunda temporada, ele teve médias de 16,3 pontos, 5,1 assistências e 2,7 rebotes e foi nomeado Jogador do Ano da Big West.

## Carreira profissional

### Oklahoma City Thunder (2024–Presente)
Em 27 de junho de 2024, Mitchell foi selecionado pelo New York Knicks como a 38ª escolha geral no Draft da NBA de 2024, no entanto, imediatamente na noite do draft, ele foi negociado com o Oklahoma City Thunder em troca da 40ª escolha geral no draft de 2024. Em 6 de julho de 2024, Mitchell assinou um contrato de duas vias com o Thunder e com o seu afiliado da G-League, Oklahoma City Blue.

## Carreira na seleção nacional
Mitchell jogou pela Seleção Belga Sub-18, antes de estrear no time sênior aos 18 anos em 2021.

## Estatísticas da carreira

### Universidade
| Ano      | Equipe           | PJ | PT | MPJ  | AP   | 3P   | LL   | RT  | AS  | BR  | TO | PPJ  |
| -------- | ---------------- | -- | -- | ---- | ---- | ---- | ---- | --- | --- | --- | -- | ---- |
| 2021–22  | UC Santa Barbara | 27 | 23 | 32.1 | .531 | .327 | .750 | 2.2 | 3.7 | .8  | .2 | 11.6 |
| 2022–23  | UC Santa Barbara | 35 | 35 | 33.8 | .506 | .267 | .813 | 2.7 | 5.1 | 1.3 | .3 | 16.3 |
| 2023–24  | UC Santa Barbara | 29 | 29 | 31.5 | .504 | .393 | .858 | 4.0 | 4.0 | 1.2 | .4 | 20.0 |
| Carreira | Carreira         | 91 | 87 | 32.4 | .513 | .329 | .806 | 2.9 | 4.2 | 1.0 | .3 | 15.9 |

## Links externos
- Biografia de UC Santa Barbara